# Daxing'anling
Daxing'anling är en prefektur i Heilongjiang-provinsen i nordligaste Kina som gränsar till Ryssland. Den ligger omkring 750 kilometer norr om provinshuvudstaden Harbin. Prefekturen har fått sitt namn från bergskedjan Stora Hinggan.

## Administrativ indelning
Prefekturen Daxing'anling har jurisdiktion över fyra distrikt (区 qū) och tre härader (县 xiàn). Jiagedaqi (加格达奇区) och Songling (松岭区) tillhör formellt sett Inre Mongoliet, medan Xinlin (新林区) och Huzhong (呼中区) formellt lyder under Huma (呼玛县). Dessa fyra räknas i regel inte in som tertiära enheter direkt under Daxing'anling i officiella kinesiska publikationer. Arealen uppges vanligtvis som 46 755 km², men då räknas endast de tre häraderma. Och summen av dessa är egentligen på 47 122 km². Politisk centrum är i distriktet Jiagedaqi (加格达奇区), men formellt ligger prefekturen under häradet Mohe (漠河县) jurisdiktion.
| Karta    | Karta     | Karta      | Karta        | Karta                  | Karta       | Karta                    |
| -------- | --------- | ---------- | ------------ | ---------------------- | ----------- | ------------------------ |
|          |           |            |              |                        |             |                          |
| Nr       | Namn      | Hanzi      | Hanyu Pinyin | Befolkning (2003 est.) | Areal (km²) | Befolkningstäthet (/km²) |
| Distrikt |           |            |              |                        |             |                          |
| 4        | Huzhong   | 呼中区     | Hūzhōng qū   | 52,000                 | 9,400       | 6                        |
| 5        | Xinlin    | 新林区     | Xīnlín qū    | 49 000                 | 8 700       | 6                        |
| 6        | Songling  | 松岭区     | Sōnglǐng qū  | 35 000                 | 16 800      | 2                        |
| 7        | Jiagedaqi | 加格达奇区 | Jiāgédáqí qū | 155 000                | 1 400       | 111                      |
| Härader  |           |            |              |                        |             |                          |
| 1        | Mohe      | 漠河县     | Mòhé xiàn    | 80 000                 | 18 367      | 34                       |
| 2        | Tahe      | 塔河县     | Tǎhé xiàn    | 80 000                 | 14 103      | 11                       |
| 3        | Huma      | 呼玛县     | Hūmǎ xiàn    | 52 000                 | 14 300      | 4                        |